# Paolo Emilio Sfondrati
Paolo Emilio Sfondrati (Milão, 13 de setembro de 1560 – Tivoli, 14 de fevereiro de 1618) foi um cardeal italiano.

## Biografia

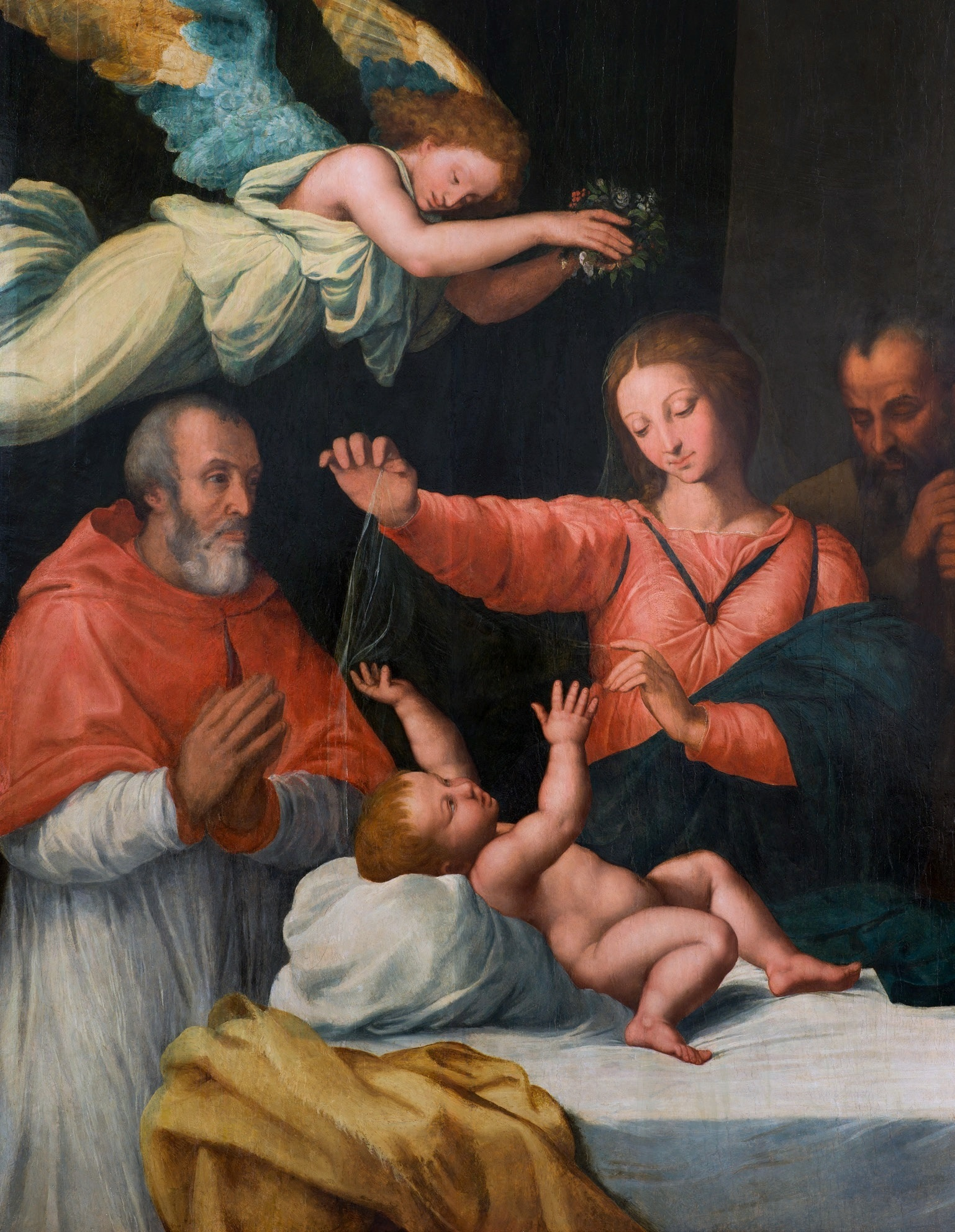
"Madonna del Velo" com o Cardeal Paolo Emilio Sfondrati, c. 1591 (Palácio Wilanów em Varsóvia).

Nascido numa nobre família de Milão, era cardeal-sobrinho do Papa Gregório XIV.
Educado sob a orientação de seu tio, mudou-se para Roma em 1577 para a casa da igreja de Santa Maria in Vallicella, tornando-se amigo de São Filipe Neri.
O Papa Gregório XIV o elevou à categoria de cardeal da Igreja Católica no consistório de 19 de dezembro de 1590, conferindo-lhe posteriormente o título de Cardeal Presbítero de Santa Cecília, tornando-o assim sobrinho cardeal.
Ele foi então nomeado governador de Fermo e legado papal na Romagna no início de 1591. Foi também nomeado prefeito do Supremo Tribunal da Assinatura Apostólica.
Ele foi bispo de Cremona de 13 de setembro de 1607 a 19 de junho de 1610, mas nunca residiu na diocese, operando por meio de delegados. De janeiro de 1607 a janeiro de 1608 foi camareiro do Colégio dos Cardeais. Em 1610 tornou-se cardeal-bispo de Albano, mantendo o título de Santa Cecília in commendam.
Morreu em Tivoli em 1618. Após sua morte, seu corpo foi enterrado na igreja de Santa Cecília em Trastevere.